# Thomas Konrad
Thomas Konrad (* 5. November 1989 in Bruchsal) ist ein ehemaliger deutscher Fußballspieler.

## Karriere

### Spieler
Konrad spielte viele Jahre für den Karlsruher SC und kam dort hauptsächlich in der zweiten Mannschaft zum Einsatz. Allerdings stand er bei mehreren Spielen der Profis im Kader. Beim Zweitligaspiel gegen den SC Paderborn am 24. Januar 2010 gab er sein Profidebüt. Zur Saison 2012/13 wechselte Konrad in die Regionalliga Südwest zu Eintracht Trier. Im Juli 2014 unterschrieb er einen Zweijahresvertrag beim schottischen Erstligisten FC Dundee. Im August 2016 wechselte er zum liechtensteinischen Verein FC Vaduz und unterzeichnete einen Einjahresvertrag bis zum Sommer 2017. Mit der Mannschaft gewann der Verteidiger zweimal den Liechtensteiner Cup. Insgesamt blieb er aber zwei Jahre in Liechtenstein und wechselte nach einer vereinslosen Zeit im November 2018 zum FC Viktoria 1889 Berlin. Bereits im Januar 2019 verließ er den finanziell angeschlagenen Regionalligisten, für den er lediglich zwei Spiele absolviert hatte, und unterschrieb einen Vertrag bis zum Ende der Drittligasaison 2018/19 beim VfL Osnabrück, mit dem er als Meister in die 2. Bundesliga aufsteigen konnte. Im Anschluss an den Aufstieg wurde der Vertrag des Verteidigers um ein Jahr bis Juni 2020 verlängert. Auf Grund mehrerer Verletzungen absolvierte Konrad in der Saison 2019/20 kein Spiel und der auslaufende Vertrag wurde nicht verlängert. Erst ein Jahr später fand er mit dem Regionalligisten FSV Frankfurt im Sommer 2021 wieder einen neuen Verein. Dort absolvierte Conrad bis zum Saisonende noch 20 Pflichtspiele für die Hessen und beendete dann seine aktive Karriere.

### Trainer
Seit dem Sommer 2022 arbeitet Konrad als Co-Trainer im Nachwuchs der TSG Hoffenheim.

## Titel und Erfolge
FC Vaduz
- Liechtensteiner Pokalsieger: 2017, 2018

VfL Osnabrück
- Meister der 3. Liga und Aufstieg in die 2. Bundesliga: 2019